# Alla breve
Alla breve est une locution italienne indiquant une mesure à deux ou trois temps rapide et qui se note pourtant avec une ronde ou blanche par temps.

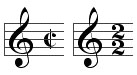
Exemple de Alla breve.

Sa notation sous forme de clé est  (prononciation : C (cé) barré).
Dans l'ancien solfège, développé au XIVe siècle, faisant apparaître les premières notations mesurées, alla breve signifiait que le tactus se fondait sur une « brève », une figure de note ressemblant à une blanche. À la suite d'une série de déformations, le nom de « brève » a fini par désigner une note très longue (dont le nom moderne est carrée), la « semi-brève » devenant une ronde.
Mais dans la période baroque, l'expression n'est plus forcément prise au pied de la lettre. Selon le dictionnaire de musique de Rousseau (1767), alla breve désigne « une mesure à deux temps fort vive, qui se note pourtant avec une ronde ou semi-brève par temps » et ajoute « Elle n'est plus guère en usage qu'en Italie, et seulement dans la musique d'église ». De plus, Sébastien de Brossard ajoute dans son dictionnaire (1703) « A moins qu'il ne soit marqué autrement », ce qui fait référence par exemple aux morceaux notés « 
 alla breve », et dans ce cas cette notation désigne simplement un molto allegro (par exemple l'air Es ist Vollbracht de la Passion selon saint Jean de Bach).